# Alberto Plaza
Alberto Alfredo Plaza Aguirre (Santiago, 12 de febrero de 1962) es un cantante y compositor chileno-estadounidense. Obtuvo el tercer lugar del XXVI Festival Internacional de la Canción de Viña del Mar con «Que cante la vida» en 1985 y el segundo lugar en el XXIV Festival OTI con «Canción contra la tristeza» en 1995.
Es conocido por éxitos como «Bandido», «Yo te seguiré», «Ahora», «Milagro de abril» y «Voy a cambiar el mundo», entre otras. Está radicado en Estados Unidos desde 2003.

## Carrera
Estudió en el Colegio del Verbo Divino y comenzó su carrera profesional participando en la competencia del Festival Internacional de la Canción de Viña del Mar en Chile en febrero de 1985, con la canción «Que cante la vida», donde obtuvo la Gaviota de Plata por el tercer lugar. En esa ocasión recibe además los premios al «Artista más popular» y a la «Revelación Joven» del certamen. Quince años después, esa canción sería distinguida como una de las tres mejores canciones de todas las que se han presentado en toda la historia del Festival de Viña del Mar.
Desde ese memorable febrero del mismo año, Alberto ha estado en seis oportunidades en el escenario de la Quinta Vergara (en el Festival de Viña del Mar) y en cada una de estas ocasiones ha obtenido la Antorcha de Plata, premio que otorga el público a sus artistas favoritos.
A mediados de año y en vista de la impresionante respuesta del público se edita su primer álbum Que cante la vida, disco que rápidamente obtuvo el Triple Disco de Platino. A partir de ese momento, los sucesos discográficos no se detienen.
Ese mismo año su canción «De tu ausencia», se mantiene por más de ocho semanas en el primer lugar de las listas radiales. Además, es elegida en un programa de Televisión Nacional de Chile como «La Mejor Canción del Año».
En 1987 lanza su segundo disco En la escalera, cuya pista «Invitación al pasado» se convierte en el tema central de la telenovela chilena de UCTV La invitación; y dos años más tarde, su tercer álbum Blanco y negro. Ambos trabajos logran el Doble Disco de Platino.
La fama de Alberto Plaza traspasa las fronteras y el cantautor inicia presentaciones en el extranjero, incluyendo actuaciones en México, España, Perú, Bolivia, Ecuador, Colombia, Argentina, Paraguay, Costa Rica, Nicaragua, Guatemala, Australia y Estados Unidos.
En diciembre de 1992 su cuarto álbum Cómplices, es premiado por la Asociación de Periodistas de Espectáculos de Chile (APES) con dos importantes galardones: «Mejor compositor» y «Mejor disco del año».
En 1993 es nominado en Chile como «Mejor compositor del año».
En 1994 lanza Música y Versos De Amor disco que también goza de gran éxito discográfico y radial.
El 11 de noviembre de 1995 Alberto obtiene el segundo lugar en el Festival OTI Internacional, realizado en Paraguay con el tema «Canción contra la tristeza».
En 1996 aparece Bandido, su sexta producción discográfica que se convierte rápidamente en un éxito radial. El disco se mantiene durante varios meses entre los más vendidos. Al reconocimiento de la Asociación de Periodistas de Espectáculos de Chile, (APES) que le otorga el galardón como «Mejor disco del año» en 1996, se suma el éxito de ventas que lo ha hacen merecedor del Triple Disco de Platino. En Perú, en 1999, «Bandido» es escogida como la «Canción del Año» en Radio Ritmo Romántica.
En el mismo año recibe uno de los premios más trascendentes de su carrera. La Sociedad Chilena del Derecho de Autor lo reconoce como «El mejor compositor de la década», premio otorgado por los propios autores de Chile.
En ese año fue uno de los protagonistas del memorable concierto «Todas las voces todas» en Quito, junto a Silvio Rodríguez, Joaquín Sabina, Fito Páez, Alberto Cortez, Mercedes Sosa, Inti Illimani, y en las siguientes versiones junto Joan Báez, y Pablo Milanés, entre otros.
En 1998 edita Polvo de estrellas, disco que obtuvo una gran acogida en el público obteniendo Doble Disco de Platino y una nueva nominación al «Mejor disco del año», por parte de la Asociación de Periodistas de Espectáculos de Chile (APES).
Ese álbum contiene temas conocidos como «El alma», «Déjame entrar en tus sueños», «No seas cruel» y «Milagro de Abril» que relata la espera de su primer bebé, que nace un 16 de abril.
En 1999 compone en español, inglés y francés el himno oficial del Jamboree Mundial de Scouts, quedando su nombre grabado en los registros históricos de esa organización.
El 2000, en un concierto magistral ofrecido en el Teatro Municipal de Santiago de Chile, graba en vivo su octavo álbum Alberto Plaza, Quince Años Vivo el que obtiene tres Discos de Oro.
En septiembre de 2001, graba en Italia Un día más. A pocas semanas de ser editado, este disco alcanza Disco de Oro en Chile y Colombia.
En junio de 2002 fue nombrado «Embajador Cultural de Chile en Estados Unidos», título honorífico otorgado por la Cámara Chilena de Comercio de Estados Unidos debido a su aporte a la música y a su trayectoria sobre los escenarios.
Debido a su labor integradora entre Chile y Colombia, recibe en julio del mismo año la «Gran Medalla Círculo Colombo Chileno».
En marzo de 2003, se le otorga en Colombia la Medalla Andrés Bello como «Embajador de Buena Voluntad de la Cultura Latinoamericana» como reconocimiento en honor a su aporte a la música hispana. Este premio le es otorgado por la Secretaría Ejecutiva del Convenio Andrés Bello, organización internacional de carácter intergubernamental conformada por Bolivia, Colombia, Chile, Cuba, Ecuador, España, Panamá, Paraguay, Perú y Venezuela.
Su contribución a la causa social y la gran popularidad que goza en Colombia lo hacen merecedor de las «Llaves de la Ciudad de Medellín» en abril del mismo año. Tres años más tarde recibe las «Llaves de la Ciudad de Barranquilla».
En octubre lanza Febrero 14. Una de sus canciones, «Pa’lante», alcanza en 2008 el tercer lugar en las listas de popularidad de la revista Billboard, en la categoría Trop”al, en la voz del afamado cantautor cubano Willy Chirino.
El 2005 graba en Buenos Aires Acústico, con tres temas inéditos y once de sus éxitos musicales. Aquí destaca el dueto que hizo en la canción «Sentencia» con el gran artista argentino Jorge Rojas.
En 2007 graba Remedio pa’l corazón, álbum que obtiene Disco de Platino y la canción «Remedio pa’l corazón» es bailada en 2009 por una de las parejas favoritas en el programa de televisión Dancing with the stars, de la cadena ABC en los Estados Unidos. Además, esta canción fue la característica que acompañó todas las transmisiones de televisión en las clasificatorias de la selección de Ecuador rumbo al Mundial de Fútbol Sudáfrica 2010.
En octubre de 2009 recibió un homenaje especial en la entrega de los premios «Estrella Music Awards» en la ciudad de Miami.
En 2010 lideró una campaña de ayuda a los damnificados por el terremoto en Chile, grabando su emblemática canción «Que cante la vida», llamada «Que cante la vida por Chile», junto a veintiocho estrellas de la música hispana, entre ellos Juan Luis Guerra, Luis Fonsi, Ricardo Montaner y Gianmarco. Ese mismo año, graba en Bogotá ante diez mil personas el CD/DVD Alberto Plaza, 25 años vivo, donde invita a grandes estrellas de la canción latina: Reyli, Lena, Aleks Syntek, Jorge Villamizar, Rosana, Amaury Gutiérrez, Coki Ramírez, Noel Schajris, Gilberto Santa Rosa y Jorge Celedón. El disco alcanzó rápidamente los primeros lugares de ventas en Colombia.
En 2012 realiza en Chile uno de sus más grandes proyectos, un musical al estilo Broadway con sus canciones como eje central, titulado Que cante la vida, el musical. Ese mismo año edita su décimo disco Estás conmigo.
En 2013 integra el jurado del programa de talentos Yo me llamo, en el canal Teleamazonas, en Ecuador, con un impresionante éxito de sintonía, doblando a su más cercano competidor. Al año siguiente, es llamado a participar en la segunda temporada, con similar éxito.
En abril de 2014 publica en Ecuador La mitad de mi mundo, un disco homenaje a la música ecuatoriana, con canciones emblemáticas de ese país cantadas a dúo con grandes artistas ecuatorianos, como Juan Fernando Velasco, Mirella Cesa, Daniel Betancourt, entre otros. El disco se agota en dos horas y obliga a una segunda edición, que se agota en el mismo tiempo.
En 2015 su canción «Ahora», compuesta junto con Jaime Ciero, alcanza el Primer Lugar en el Billboard de Brasil en las voces del dúo Bruno & Marrone.
Ese mismo año ha sido nominado al Latin Songwriters Hall of Fame, premio que distingue a los más grandes compositores del habla hispana.

## Vida personal
Casado por primera vez, en 1998, con Ana María Velasco, en la Capilla del Colegio Verbo Divino, Santiago.
Tiene cuatro hijos: José Domingo (Santiago, 16 de abril de 2001), Santiago (Miami, 18 de noviembre de 2006), Victoria (3 de marzo de 2017) y León (22 de septiembre de 2020).
Desde 2009, Plaza se volvió adepto a la Iglesia de la Cienciología.
En 2018, Plaza publicó el libro Claro que no da lo mismo, de carácter autobiográfico y de crítica a varios aspectos sociales. Este libro fue presentado en la Feria Internacional del Libro de Lima 2019 por los poetas peruanos , Marco Martos y Fernando Cuya. Luego, en el 2020, se presentó en la Feria Internacional del Libro de Santa Marta-Colombia.
Por otra parte, Alberto Plaza preside la Fundación Voy a Cambiar el Mundo, una organización benéfica cuyo objetivo es promover el buen trato a los niños en todo el continente latinoamericano. La Fundación cuenta hoy con sedes en Chile, Argentina, Colombia y Costa Rica.

## Opiniones

### Consumo de drogas
En 2019 en el programa televisivo Síganme los buenos del canal Vive, Plaza reconoció que fue consumidor de cocaína.

### Humor en el Festival de Viña del Mar
Sobre las rutinas de humor del Festival de Viña del Mar de 2017 comentó: «Los flaites se han apoderado de ese espacio hasta lograr que ni los mismos organizadores sean capaces de poner límites en el juego. Saltaron desde la cloaca y allí se quedaron, salpicando cada uno al que le sigue, provocando una verdadera escalada de degradación, donde ya nadie parece sorprenderse; donde querer cuidar nuestra maravillosa lengua parece ya una quijotada». (En Chile el término “flaite” es un vulgarismo peyorativo para referirse a personas de malas costumbres, que presentan atributos vulgares y socialmente inadaptados, y en un sentido extenso, para referirse a este tipo de comportamiento en general, independientemente del origen social de la persona).

### Ley de Identidad de género
En 2018, con respecto al proyecto de Ley de identidad de género, se refirió a las personas transgénero como: «la persona que se percibe a sí mismo con otro género, con otro sexo, está teniendo una alteración de la percepción como podría tenerla alguien que percibe que tiene otra edad». Sobre Daniela Vega, enfatizó que «se percibe a sí misma como mujer y no me puede obligar a mí a que tenga la misma percepción. Yo voy a percibir lo que yo veo, no lo que ve ella. Yo veo un hombre que está haciendo el rol de mujer». «Los niños trans son anormales y la transexualidad es una alteración».

### Marcha feminista del Día Internacional de la Mujer
Sobre la marcha feminista del 8 de marzo de 2019 se refirió: «¿Se han fijado que ahora las feministas extremas han cambiado la denominación del Día Internacional de la Mujer a "el 8M"? La misma forma que el mundo tiene de referirse a las catástrofes».

### Estallido social en Chile
Debido a las protestas registradas a contar de octubre de 2019 a lo largo del país, el músico expresó mediante su cuenta de X (antes Twitter): «y se abrieron las grandes alamedas, por donde pasó el hombre libre, saqueando tiendas, destruyendo el metro, prendiendo fuego al cerro Santa Lucía, y lloriqueando porque lo reprimen y no lo dejan destruir el país».

## Discografía
| - Que cante la vida (1985) - En la escalera (1987) - Blanco y negro (1989) - Cómplices (1991) - Música y versos de amor (1994) - Bandido (1996) - Polvo de estrellas (1998) - Un día más (2001) - Febrero 14 (2003) - Remedio pa'l corazón (2007) - Estás conmigo (2012) - La mitad de mi mundo (2013) - Alberto Plaza Duetos (2023) | - 15 años vivo (2000) - Acústico (2005) - 25 años (2010) - 30 años (2015) - Gol de mano (2001) - Alberto Plaza (2002) - Sus más grandes éxitos (2003) - Todas las voces todas (1996) |